# Rikspolisstyrelsen
Rikspolisstyrelsen (RPS) var en svensk statlig förvaltningsmyndighet under Justitiedepartementet från 1 juli 1964 till 31 december 2014. Det mesta av verksamheten vid RPS ingår nu i Polismyndigheten.
RPS var central förvaltningsmyndighet för polisväsendet. Den verkade för planmässighet, samordning och rationalisering inom polisväsendet. Till RPS hörde Säkerhetspolisen, Rikskriminalpolisen och Polishögskolan. RPS var chefsmyndighet för Statens kriminaltekniska laboratorium.
RPS kunde också på uppdrag av regeringen leda polisens verksamhet för att förebygga brott och avslöja brott mot rikets säkerhet. Rikspolisstyrelsen fördelade också de statligt anslagna medlen för polisen mellan de olika polismyndigheterna. 

## Organisationer under RPS

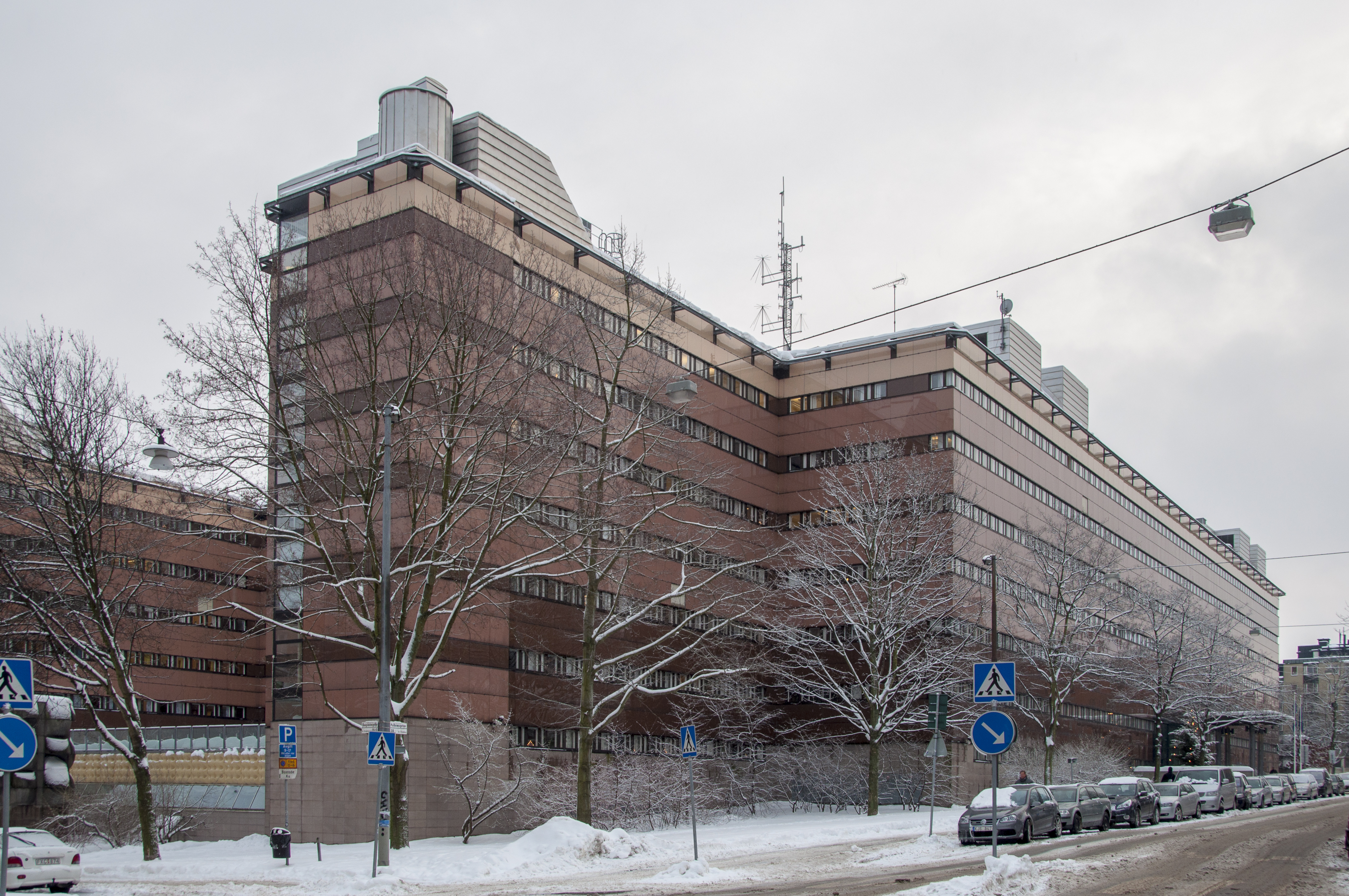
Polishuset i Stockholm var med ingång från Polhemsgatan var Rikspolisstyrelsens säte från 1972.

Rikspolisstyrelsen var central förvaltnings- och tillsynsmyndighet för polisväsendet. Ytterst ansvarig för verksamheten var rikspolischefen som utsågs av regeringen. Denne var även ordförande i myndighetens styrelse. RPS huvuduppgifter var att utöva tillsyn över Polisen och verka för planmässighet, samordning och rationalisering. RPS kunde också, på regeringens uppdrag, leda polisverksamhet för att förebygga och avslöja brott mot rikets säkerhet.
RPS ansvarade även för teknik- och metodutveckling, samordning för gränskontroll, internationellt polissamarbete (bland annat Interpol och Europol), centrala polisregister och planering vid särskilda händelser.

### Nationella verksamheter
- Polishögskolan
- Polismuseet
- Rikskriminalpolisen
- Statens kriminaltekniska laboratorium
- Säkerhetspolisen

### Lokala polismyndigheter
Efter förstatligandet av polisväsendet och bildandet av Rikspolisstyrelsen 1964 indelades Sverige i polisdistrikt, där varje polisdistrikt utgjorde en lokal polismyndighet och länsstyrelsen var högsta polismyndighet i varje län.
Mellan 1973 och 1993 reglerades indelningen av polisdistrikten och den lokala polisorganisationen i Kungörelse (1973:875) om rikets indelning i polisdistrikt. Regeringen utfärdade Förordning (1993:967) om förfarandet vid förändring av indelningen i polisdistrikt inom ett län som delegerade till respektive länsstyrelse, i samråd med Rikspolisstyrelsen, att fastställa antalet polisdistrikt och därmed antalet polismyndigheter inom sitt län.
Under 1990-talet omvandlades polisdistrikten i samtliga län till ett polisdistrikt för varje län med en länspolismyndighet under ledning av en länspolismästare, en reform som var fullt genomförd 1 juni 1998. Länsstyrelsernas tillsynsroll över den lokala polisorganisationen upphörde genom ändringar i polislagen 1998, som trädde i kraft 1 januari 1999.
Länspolismyndigheterna leddes av respektive länspolismästare och var operativt självständiga från Rikspolisstyrelsen, men Rikspolisstyrelsen fördelade de statligt anslagna medlen för polisväsendet mellan de olika länspolismyndigheterna.
Länspolismyndigheterna var följande:

- Polismyndigheten i Blekinge län
- Polismyndigheten Dalarna
- Polismyndigheten Gotland
- Polismyndigheten i Gävleborgs län
- Polismyndigheten i Hallands län
- Polismyndigheten i Jämtlands län
- Polismyndigheten i Jönköpings län
- Polismyndigheten i Kalmar län
- Polismyndigheten i Kronobergs län
- Polismyndigheten i Norrbotten
- Polismyndigheten i Skåne
- Polismyndigheten i Stockholms län
- Polismyndigheten i Södermanlands län
- Polismyndigheten i Uppsala län
- Polismyndigheten Värmland
- Polismyndigheten i Västerbottens län
- Polismyndigheten i Västernorrlands län
- Polismyndigheten i Västmanlands län
- Polismyndigheten Västra Götaland
- Polismyndigheten i Örebro län
- Polismyndigheten i Östergötlands län

## Polisens verksamhetsstöd
Polisens verksamhetsstöd, förkortat PVS, var en avdelning vid RPS med ansvar att stödja polisens kärnverksamhet på olika sätt. PVS i sig var indelat i ett antal olika enheter med egna specifika ansvarsområden såsom IT-drift, utveckling och förvaltning, kommunikationstjänster, ärendehantering och administrativa frågor inom ekonomi och personal.

## Rikspolisstyrelsens författningssamling
Rikspolisstyrelsens författningssamling (RPSFS) innefattade föreskrifter som Rikspolisstyrelsen utfärdat. Dessa numreras med FAP- eller RPSFS-nummer. FAP står för föreskrifter och anvisningar för polisväsendet. RPSFS-numren är kronologiska och FAP-numren är tematiska. RPSFS gavs ut från 1977 till 2014. Vissa av dessa föreskrifter är kopplade till specifika lagar.

### Teman enligt FAP
1. Lagstiftning, andra samhällsorgans verksamhet, allmänna samhällsfrågor och internationellt samarbete.
2. Polisens verksamhet: organisation och allmän administration.
3. Övervakning och skydd
4. Trafikövervakning och trafiksäkerhet
5. Brottsutredning, spaning och brottsförebyggande verksamhet
6. Polismyndighetsverksamhet: tillståndsgivning, intyg med mera
7. Polismyndighetsverksamhet: administrativa utredningar, beslut och åtgärder
8. Personalfrågor
9. Avtal, avlöning, pension, arbetstid och särskilda ersättningar
10. Medels- och materielförvaltning